# Port Egmont (Bucht)
Als Port Egmont wird das im Nordwesten der Falklandinseln gelegene Seegebiet bezeichnet, das von den Inseln Saunders, Keppel und Westfalkland begrenzt wird, und einen natürlichen Hafen bildet.
1765 wurde auf Saunders Island am Port Egmont mit Port Egmont der erste britische Stützpunkt auf den Falklandinseln gegründet.